# Литвинов, Павел Семёнович
Павел Семёнович Литвинов (1907—1943) — участник Великой Отечественной войны, заместитель командира 225-го стрелкового полка по политчасти 23-й стрелковой дивизии 47-й армии Воронежского фронта, майор. Герой Советского Союза (1943).

## Биография
Родился 15 октября 1907 года в селе Глебовка ныне Кущёвского района Краснодарского края. Русский.
Образование незаконченное высшее.
Как активного комсомольца, его направили в Таганрог, на курсы председателей и секретарей сельсоветов. После их окончания Литвинова оставили работать в Таганроге на советской, а затем и партийной работе. Затем был переведён в город Ростов-на-Дону сначала инструктором, а затем заведующим организационным отделом Андреевского райкома партии Ростовской области. Член ВКП(б) с 1931 года.
В июне 1941 года был призван в ряды Красной Армии и сразу же принял участие в боевых действиях. Воевал на Южном, Северо-Кавказском, Юго-Западном, Воронежском и 1-м Украинском фронтах. Был четырежды ранен. Во время битвы за Кавказ он был комиссаром полка, затем заместителем начальника политотдела бригады морской пехоты.
В сентябре 1943 года полк Литвинова подходил к Днепру в районе Канева. 25 сентября 1943 года был получен приказ форсировать Днепр. Каждый боец получал задание на период форсирования и захвата плацдарма. Ночью спустили плоты, лодки, паромы. Соблюдая меры предосторожности, десант двинулся к правому берегу и вскоре скрылся в темноте. Полк наращивал свои силы на плацдарме и шаг за шагом продвигался вперёд, расширяя его.
На рассвете 2 октября противник предпринял сильную контратаку, бросив 25 танков и более батальона пехоты. Завязался бой, была реальная угроза, что враг прорвётся к Днепру и ударит по позициям полка с тыла. П. С. Литвинов выдвинул в боевые порядки батальона артиллерийскую батарею на прямую наводку, бросил взвод сапёров для усиления минных заграждений на стыке, на путях атаки танков противника. Комиссар оставался здесь до конца боя. В течение 14 часов батальон отражал яростные атаки гитлеровцев. Атакующего врага забрасывали гранатами, подавляли огнём артиллерии. В результате полк удержал плацдарм, уничтожил 7 танков и до 500 гитлеровцев.
Форсировав Днепр, 23-я стрелковая дивизия за 10 дней с боями прошла от Киева до Житомира. К середине ноября противник перебросил под Житомир свежие танковые дивизии и начал оказывать упорное сопротивление. Дивизия вынуждена была перейти к обороне на реке Гуйва у села Пески Житомирской области. Утром 16 ноября противник бросил против 225-го стрелкового полка большую группу танков и пехоту, овладел селом Млынище и окружил полк. В критический момент боя с группой автоматчиков сюда пришёл майор П. С. Литвинов. Стойко и самоотверженно отражая натиск врага, бойцы подбили 2 танка и уничтожили до полусотни гитлеровцев. Но для Павла Семёновича Литвинова бой у села Пески был последним — вражеская пуля сразила отважного комиссара.
Был похоронен в селе Пески в братской могиле.

## Награды
- Указом Президиума Верховного Совета СССР от 25 октября 1943 года за отвагу, мужество и храбрость, проявленные в боях при форсировании Днепра и удержание плацдарма, майору Павлу Семёновичу Литвинову присвоено звание Героя Советского Союза с вручением ордена Ленина и медали «Золотая Звезда».
- Награждён орденами Красного Знамени, Красной Звезды и медалями, среди которых медаль «За отвагу».

## Память
- Именем Литвинова названа одна из улиц в Железнодорожном районе Ростова-на-Дону[1].